# Paddegat (Zuid-Holland)
Het Paddegat is een water in de provincie Zuid-Holland, gelegen ten noorden van Woubrugge in de gemeente Kaag en Braassem, met Roelofarendsveen op de westoever. Op de oostoever ligt de Zwetpolder.
Het Paddegat verbindt het Braassemermeer met de Wijde Aa en de Woudwetering. Daarmee is het een onderdeel van de scheepvaartroute tussen de Oude Rijn en de Ringvaart van de Haarlemmermeerpolder, en tevens van de Staande Mastroute van Zeeland naar het IJsselmeer, een van de drukste pleziervaartroutes van Nederland.

Het Paddegat is slechts ca. 700 m lang en is ca. 100 m breed op het smalste punt. Het is een primair boezemwater binnen het Hoogheemraadschap van Rijnland met een gemiddeld waterpeil van ca. 60 cm beneden NAP.
Er is een kleine veerdienst over het Paddegat voor voetgangers, fietsen, brommers en motoren. Deze vaart om de 10 minuten en is het gehele jaar geopend, behalve op zondagen van 1 oktober tot 1 april.